# Yacine Bourhane
Yacine Bourhane (Noisy-le-Grand, 30 september 1998) is een Comorees-Frans voetballer die als middenvelder voor Esbjerg fB speelt.

## Carrière
Yacine Bourhane speelde in de jeugd van US Torcy en Chamois Niortais FC, waar hij in 2016 in het tweede elftal debuteerde. Hij debuteerde in het eerste elftal van Chamois Niortais op 16 oktober 2017, in de met 0-0 gelijkgespeelde uitwedstrijd tegen FC Lorient. In het seizoen 2020/21 werd hij een vaste basisspeler bij Niort, wat achttiende werd maar zich na play-offs tegen FC Villefranche Beaujolais wist te handhaven in de Ligue 2. In 2021 vertrok hij transfervrij naar Go Ahead Eagles, waar hij een contract tot medio 2022 met een optie voor een extra jaar tekende. Zijn periode in Deventer werd geen succes. Hij kwam slechts tot vier korte invalbeurten in de Eredivisie en na een half jaar mocht hij weer vertrekken. Hij maakte de overstap naar Esbjerg fB, waarmee hij op het tweede niveau van Denemarken uitkwam.

### Statistieken

#### Beloften
| Seizoen                   | Club                   | Land            | Competitie             | Competitie | Competitie | Totaal | Totaal |
| Seizoen                   | Club                   | Land            | Competitie             | Wed.       | Dlp.       | Wed.   | Dlp.   |
| ------------------------- | ---------------------- | --------------- | ---------------------- | ---------- | ---------- | ------ | ------ |
| 2016/17                   | Chamois Niortais FC II | Frankrijk       | CFA 2                  | 20         | 0          | 20     | 0      |
| 2017/18                   | Chamois Niortais FC II | Frankrijk       | Championnat National 3 | 12         | 3          | 12     | 3      |
| 2018/19                   | Chamois Niortais FC II | Frankrijk       | Championnat National 3 | 4          | 0          | 4      | 0      |
| 2019/20                   | Chamois Niortais FC II | Frankrijk       | Championnat National 3 | 5          | 0          | 5      | 0      |
| 2020/21                   | Chamois Niortais FC II | Frankrijk       | Championnat National 3 | 1          | 0          | 1      | 0      |
| Totaal beloften           | Totaal beloften        | Totaal beloften | Totaal beloften        | 42         | 3          | 42     | 3      |
| Bijgewerkt op 8 juni 2023 |                        |                 |                        |            |            |        |        |

#### Senioren
| Seizoen                   | Club                | Land            | Competitie      | Competitie | Competitie | Beker | Beker | Overig | Overig | Totaal | Totaal |
| Seizoen                   | Club                | Land            | Competitie      | Wed.       | Dlp.       | Wed.  | Dlp.  | Wed.   | Dlp.   | Wed.   | Dlp.   |
| ------------------------- | ------------------- | --------------- | --------------- | ---------- | ---------- | ----- | ----- | ------ | ------ | ------ | ------ |
| 2017/18                   | Chamois Niortais FC | Frankrijk       | Ligue 2         | 14         | 0          | 1     | 0     | 0      | 0      | 15     | 0      |
| 2018/19                   | Chamois Niortais FC | Frankrijk       | Ligue 2         | 18         | 0          | 1     | 0     | 1      | 0      | 20     | 0      |
| 2019/20                   | Chamois Niortais FC | Frankrijk       | Ligue 2         | 7          | 0          | 2     | 0     | 3      | 0      | 12     | 0      |
| 2020/21                   | Chamois Niortais FC | Frankrijk       | Ligue 2         | 28         | 1          | 1     | 0     | 2      | 0      | 31     | 1      |
| 2021/22                   | Go Ahead Eagles     | Nederland       | Eredivisie      | 4          | 0          | 2     | 0     | –      | –      | 6      | 0      |
| 2021/22                   | Esbjerg fB          | Denemarken      | 1. division     | 10         | 0          | 0     | 0     | –      | –      | 10     | 0      |
| 2022/23                   | Esbjerg fB          | Denemarken      | 2. division     | 24         | 1          | 1     | 0     | –      | –      | 25     | 1      |
| Totaal senioren           | Totaal senioren     | Totaal senioren | Totaal senioren | 105        | 2          | 8     | 0     | 6      | 0      | 119    | 2      |
| Carrièretotaal            | Carrièretotaal      | Carrièretotaal  | Carrièretotaal  | 147        | 5          | 8     | 0     | 6      | 0      | 161    | 5      |
| Bijgewerkt op 8 juni 2023 |                     |                 |                 |            |            |       |       |        |        |        |        |

### Interlandcarrière
Yacine Bourhane werd in Frankrijk geboren, maar is van Comorese afkomst. Zodoende werd hij in 2020 voor het eerst geselecteerd voor het Comorees voetbalelftal. Hij maakte zijn internationale debuut op 11 oktober 2020, in de met 1-2 gewonnen vriendschappelijke wedstrijd tegen Libië. Hierna speelde hij drie kwalificatiewedstrijden voor de Africa Cup 2021. De Comoren slaagden er voor het eerst in om zich te kwalificeren voor een eindtoernooi.
| Interlands van Yacine Bourhane voor Comoren | Interlands van Yacine Bourhane voor Comoren | Interlands van Yacine Bourhane voor Comoren | Interlands van Yacine Bourhane voor Comoren | Interlands van Yacine Bourhane voor Comoren | Interlands van Yacine Bourhane voor Comoren |
| №                                           | Datum                                       | Wedstrijd                                   | Uitslag                                     | Soort wedstrijd                             | Doelpunten                                  |
| Als speler bij Chamois Niortais FC          | Als speler bij Chamois Niortais FC          | Als speler bij Chamois Niortais FC          | Als speler bij Chamois Niortais FC          | Als speler bij Chamois Niortais FC          | Als speler bij Chamois Niortais FC          |
| ------------------------------------------- | ------------------------------------------- | ------------------------------------------- | ------------------------------------------- | ------------------------------------------- | ------------------------------------------- |
| 1.                                          | 11 oktober 2020                             | Libië − Comoren                             | 1 – 2                                       | Vriendschappelijk                           | 0                                           |
| 2.                                          | 11 november 2020                            | Kenia − Comoren                             | 1 – 1                                       | Africa Cup 2021 kwalificatie                | 0                                           |
| 3.                                          | 15 november 2020                            | Comoren − Kenia                             | 2 – 1                                       | Africa Cup 2021 kwalificatie                | 0                                           |
| 4.                                          | 29 maart 2021                               | Egypte − Comoren                            | 4 – 0                                       | Africa Cup 2021 kwalificatie                | 0                                           |
| Als speler bij Go Ahead Eagles              |                                             |                                             |                                             |                                             |                                             |
| 5.                                          | 1 september 2021                            | Comoren − Seychellen                        | 7 – 1                                       | Vriendschappelijk                           | 0                                           |
| 6.                                          | 7 september 2021                            | Comoren − Burundi                           | 1 – 0                                       | Vriendschappelijk                           | 0                                           |
| 7.                                          | 13 november 2021                            | Sierra Leone − Comoren                      | 0 – 2                                       | Vriendschappelijk                           | 0                                           |
| 8.                                          | 31 december 2021                            | Malawi − Comoren                            | 2 – 1                                       | Vriendschappelijk                           | 0                                           |
| 9.                                          | 14 januari 2022                             | Marokko − Comoren                           | 2 – 0                                       | Africa Cup 2021                             | 0                                           |
| Als speler bij Esbjerg fB                   |                                             |                                             |                                             |                                             |                                             |
| 10.                                         | 22 september 2022                           | Tunesië − Comoren                           | 1 – 0                                       | Vriendschappelijk                           | 0                                           |
| 11.                                         | 27 september 2022                           | Burkina Faso − Comoren                      | 2 – 1                                       | Vriendschappelijk                           | 0                                           |
| 12.                                         | 24 maart 2023                               | Ivoorkust − Comoren                         | 3 – 1                                       | Africa Cup 2023 kwalificatie                | 0                                           |
| 13.                                         | 28 maart 2023                               | Comoren − Ivoorkust                         | 0 – 2                                       | Africa Cup 2023 kwalificatie                | 0                                           |